# Hispano-Suiza
Hispano-Suiza je španělský průmyslový podnik, dnes součást skupiny Safran S.A., která jej v roce 1968 převzala od skupiny SNECMA.
Hispano-Suiza je známa svou výrobou luxusních automobilů od začátku 20. století do druhé světové války a výrobou úspěšných a výkonných leteckých motorů. Firma se i v současnosti věnuje výrobě mechanických, hydraulických, elektronických a elektrických komponentů pro letecký průmysl.
Původní společnost s názvem Cía General de Coches y Automóviles E. La Cuadra S. en comandita založili v roce 1898 španělský admirál Emilio de la Cuadra a inženýr Carlos Vellino. V roce 1899 do společnosti přišel Švýcar Marc Birkigt. Pro firmu La Cuadra navrhl elektrický autobus a začal s konstrukcí spalovacího motoru. Nakonec vyvinul zcela nové typy osobních automobilů, pro které zkonstruoval podvozek, motor a převodové ústrojí. Firma však skončila v konkurzu a Birkigt se vrátil do Švýcarska.
Po finančních těžkostech firmy La Cuadra pozval bankéř Juan Castro Marca Birkigta v listopadu 1902 zpět do Španělska, aby zde pomohl s výrobou osobních automobilů. Nová firma byla nazvána J. Castro Fabrica Hispano-Suiza de automoviles.
I ta se však dostala do potíží a musela skončit. Birkigt společně s průmyslníkem Damianem Mateuem a Franciscem Seixem 14. června 1904 založili v Barceloně společnost Hispano-Suiza, Fabrica des automoviles S.A. Spolumajitel Birkigt se stal hlavním konstruktérem.
Jméno firmy pochází z označení národnosti zakladatelů a hlavního konstruktéra a spolumajitele M. Birkigta: Hispano pro Španělsko a Suiza pro Švýcarsko. V logu firmy je také společně španělská a švýcarská vlajka. Od roku 1918 měly modely firmy na chladiči letícího čápa, symbol Alsaska, převzatý francouzským leteckým esem Georgesem Guynemerem, jehož SPAD S.VII s tímto emblémem na boku byl poháněn motorem Hispano-Suiza.

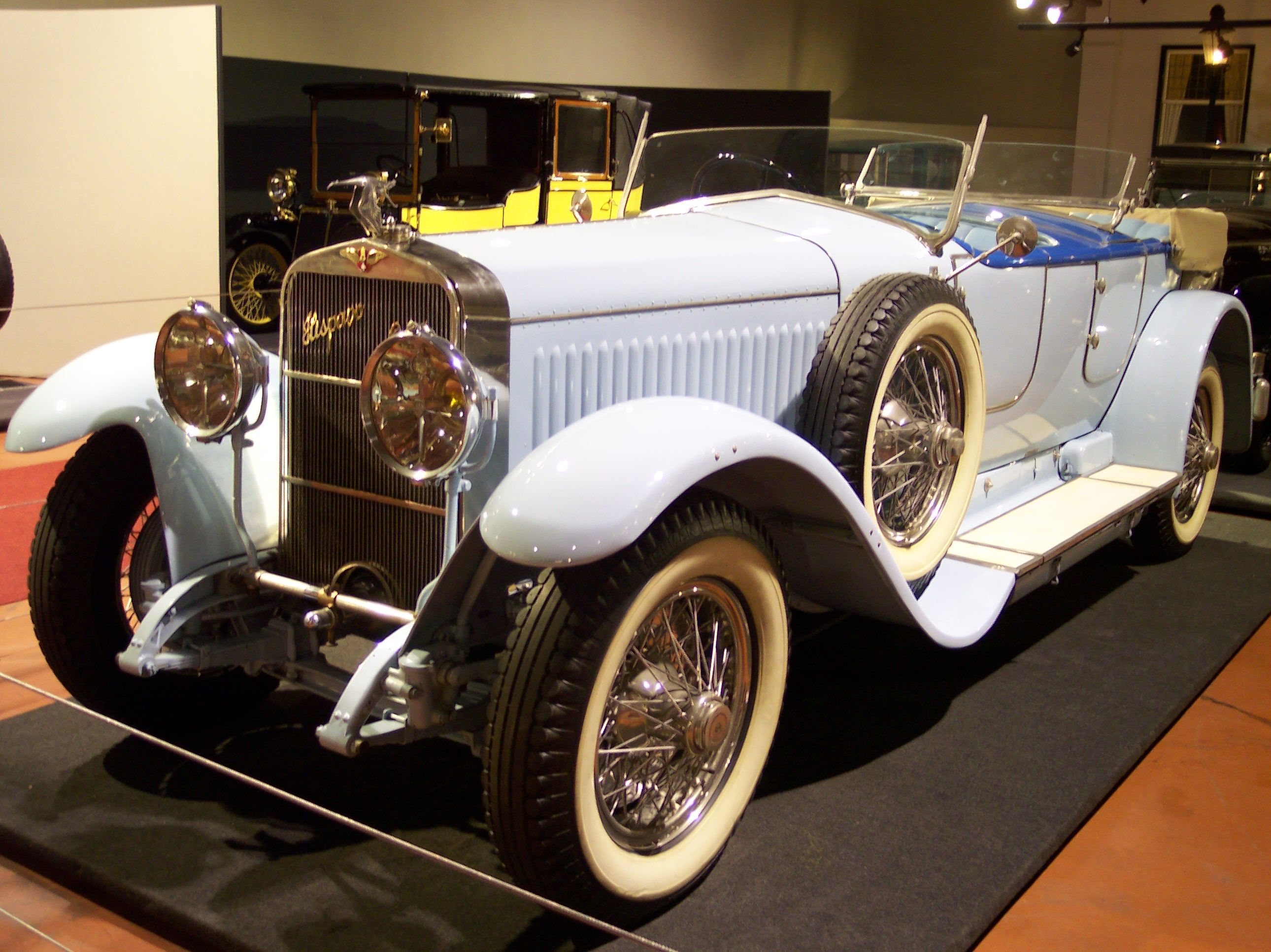
Hispano-Suiza 1924 H6B Million-Guiet Dual-Cowl Phæton

## Automobily
| Model                  | Rok     | Počet válců | Objem (cm³) | vmax (km/h) | Vyráběno v:         |
| 10 CV                  | 1904    | 6           | ~           | ~           | Španělsko           |
| 14-16 CV               | 1904    | 6           | ~           | ~           | Španělsko           |
| Acorazado tipo Birkigt | 1905    | 4           | ~           | 87          | Španělsko           |
| 20-30 CV               | 1906    | ~           | ~           | 100         | Španělsko           |
| 40 CV                  | 1906    | ~           | ~           | 100         | Španělsko           |
| 60-75 CV               | 1907    | 6           | ~           | ~           | Španělsko           |
| 12-15 CV               | 1907    | ~           | ~           | ~           | Španělsko           |
| 20-30 CV               | 1908    | 4           | ~           | ~           | Španělsko           |
| 24-30 CV               | 1908    | 4           | ~           | ~           | Španělsko           |
| 30-40 CV               | 1908    | 4           | ~           | ~           | Španělsko           |
| Alfonso XIII           | 1912    | 4           | 3620        | 121         | Španělsko a Francie |
| 15-20 CV               | 1909    | 4           | ~           | ~           | Španělsko           |
| 20-30 CV               | 1909    | 4           | ~           | ~           | Španělsko           |
| T21                    | 1913-14 | ~           | ~           | ~           | Španělsko           |
| T22                    | 1913-14 | ~           | ~           | ~           | Španělsko           |
| T23                    | 1913-14 | ~           | ~           | ~           | Španělsko           |
| T26                    | 1914-15 | ~           | ~           | ~           | Španělsko           |
| T30                    | 1915-24 | ~           | ~           | ~           | Španělsko           |
| 32 CV                  | 1916    | ~           | ~           | ~           | Španělsko           |
| H6B                    | 1919-29 | 6           | 6600        | 137         | Francie             |
| T48                    | 1924    | 4           | 3746        | ~           | Španělsko           |
| T49                    | 1924-36 | ~           | ~           | ~           | Španělsko           |
| T64                    | 1929-33 | ~           | ~           | ~           | Španělsko           |
| T60/T60 RL/T60         | 1932-43 | ~           | ~           | ~           | Španělsko           |
| H6C                    | 1924    | 6           | 8000        | 177         | Francie             |
| 56                     | 1928    | 6           | ~           | ~           | Francie             |
| J12                    | 1931    | 12          | 9500        | 185         | Francie             |
| K6                     | 1934-37 | 6           | 5200        | 140         | Francie             |

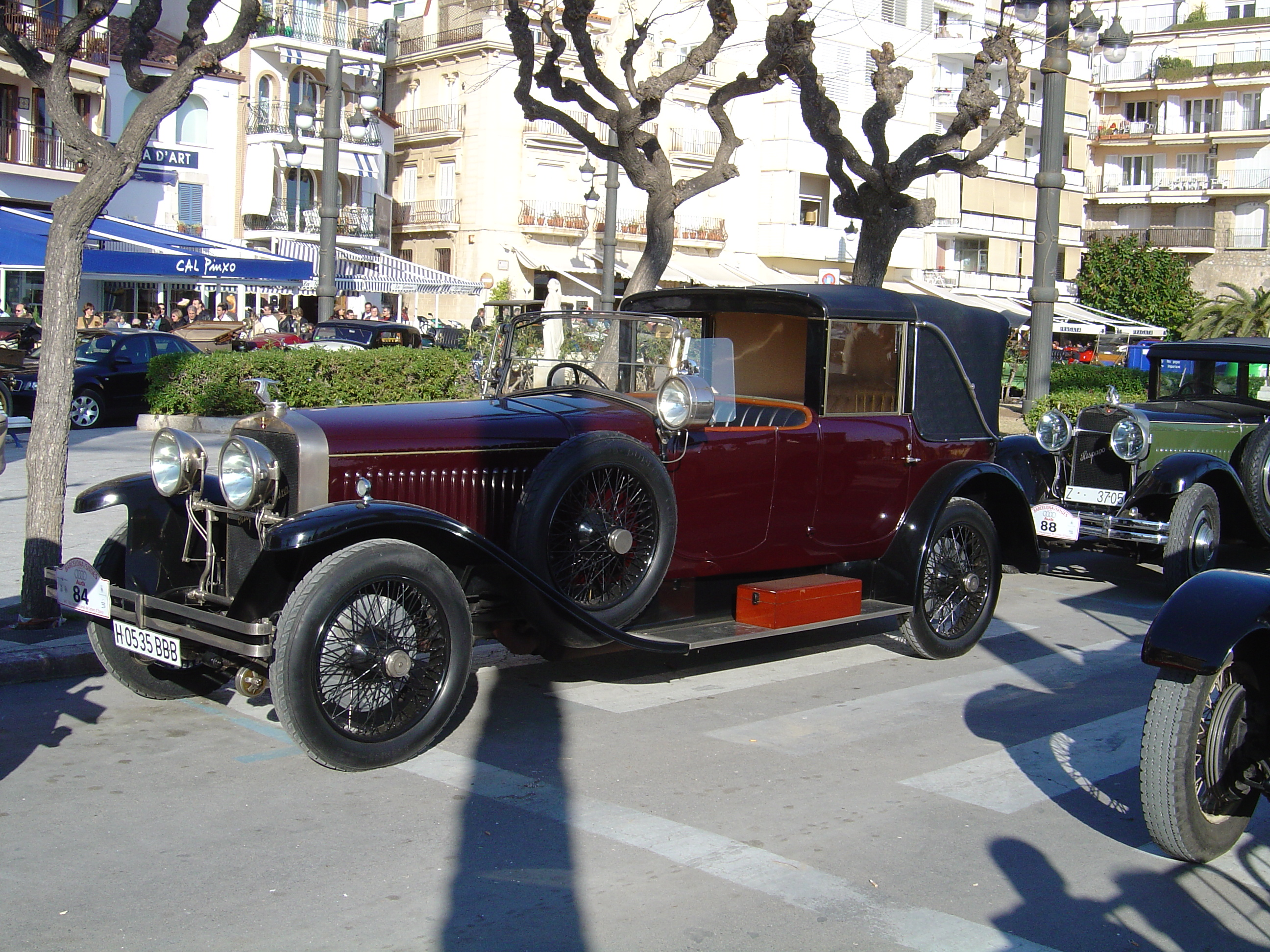
Hispano-Suiza Landaulet

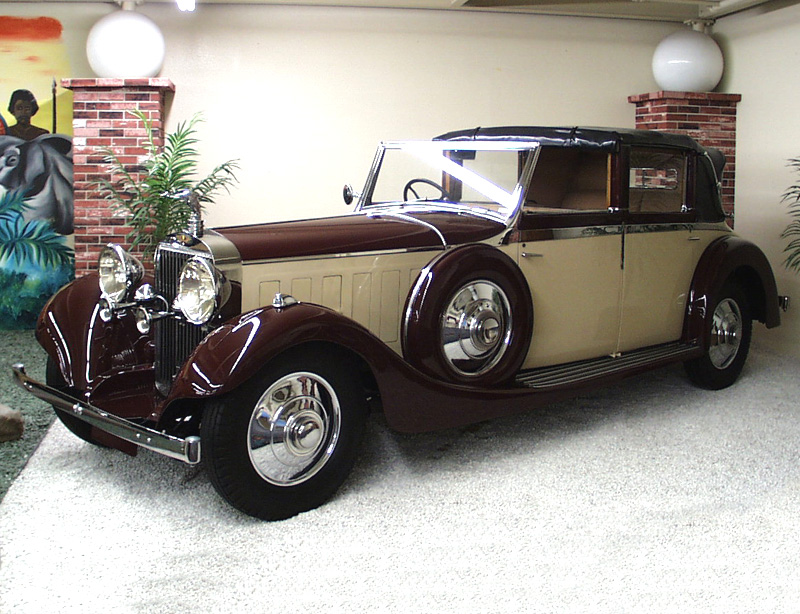
Hispano-Suiza Typ T.68 (J12)

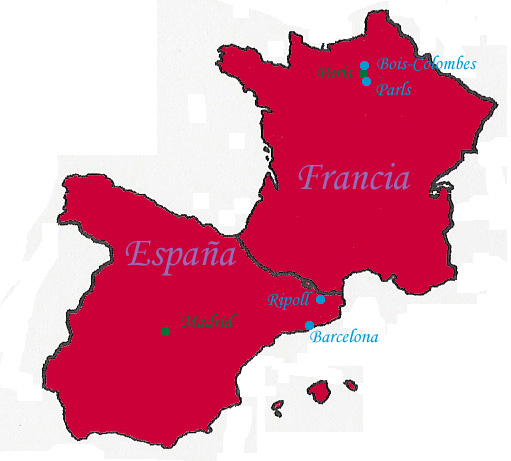
Výrobní závody společnosti

V roce 1924, před fúzí s automobilkou Laurin & Klement, zakoupila firma Škoda licenci na výrobu vozu H6B, který vyráběla pod označením Škoda Hispano-Suiza.

## Letectví

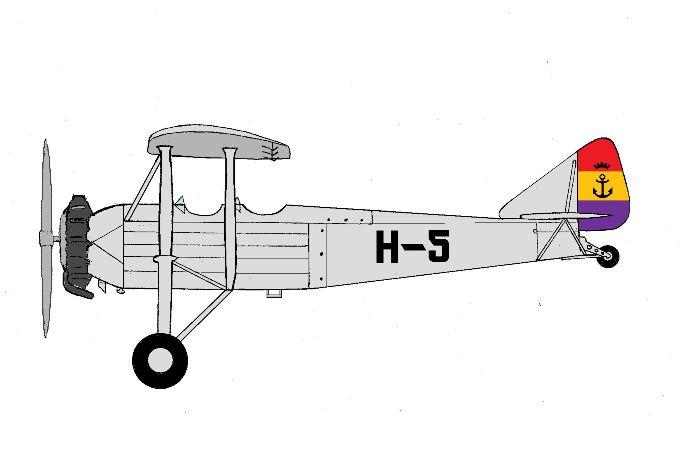
Hispano Suiza E-30,Aeronáutica Naval

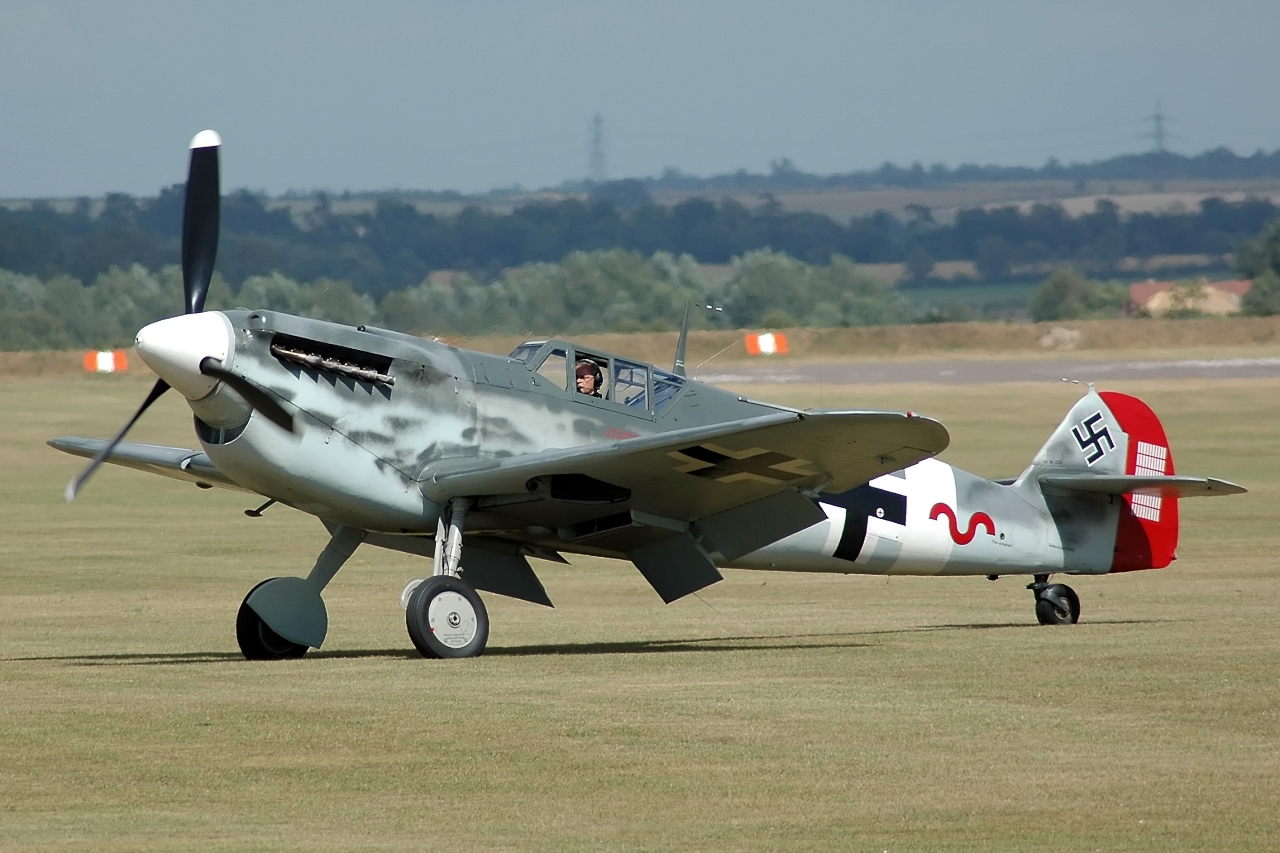
HA-1112-M1L Buchón C.4K-154 (Real Aeroplane Company)

V roce 1929 začala firma pod názvem Hispano-Suiza de Guadalajara vyrábět letadla. V padesátých letech se název změnil na Hispano Aviación S.A. (HASA). V roce 1972 společnost Hispano Aviación S.A. převzala Construcciones Aeronáuticas S.A. (CASA) a připojila jej ke konsorciu výrobců z Francie, Německa a Velké Británie - Airbus.
Vyráběné typy:
- 1930 Hispano-Suiza E-30
- 1934 Hispano Suiza HS-34
- 1938 Hispano Aviación HA-132-L
- 1945 Hispano Aviación HA-1109 a HA-1112 Buchón (ve Španělsku vyráběná verze letadla Messerschmitt Bf 109 G-2[1]
- 1948 Hispano Aviación HA 1109 K
- 1951 Hispano Aviación HA-1109 J-1L .
- 1955 Hispano Aviación HA-200 D Saeta
- 1964 Hispano Aviación HA 300

## Pohonné jednotky

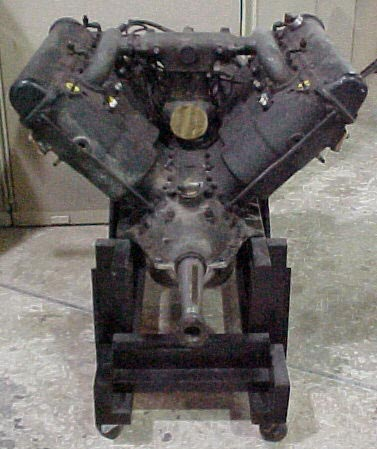
Motor Typ 8A

Známé a ve větších počtech vyráběné motory:
- 1917: Hispano-Suiza 8 řada 8Aa až 8Be, vodou chlazený vidlicový osmiválec, 150 koní při 2000 ot/min. Vyrobeno 49 893 kusů, dodávány především do Francie, ale i do USA, Japonska nebo Itálie.
- 1917: Hispano-Suiza 8F, vodou chlazený vidlicový osmiválec, 300 k při 2100 ot/min
- 1919: Hispano-Suiza 8Fb další typ odvozený z Hispano-Suiza 8A, osazován do strojů DH-4
- 1924: Hispano-Suiza 12Ga, vodou chlazený vidlicový dvanáctiválec
- 1924: Hispano-Suiza 12Gb, vodou chlazený motor s válci do W, 585 k při 2000 ot/min
- 1924: Hispano-Suiza 12Jb, vodou chlazený vidlicový dvanáctiválec
- 1926: Hispano-Suiza 8Aa, vodou chlazený vidlicový osmiválec s integrovaným kanónem
- 1930: Hispano-Suiza 9Qd, devítiválcový hvězdicový motor, 310 k při 2100 ot/min
- 1932: Hispano-Suiza 9V, licence amerického Wright R-1820
- 1932: Hispano-Suiza 12Xirs, vodou chlazený vidlicový dvanáctiválec, 650 k při 2600 ot/min
- 1932: Hispano-Suiza 12Ybrs, vodou chlazený vidlicový dvanáctiválec, 670 k
- 1934: Hispano-Suiza 14AB, čtrnáctiválcový hvězdicový motor
- 1935: Hispano-Suiza 12Ycrs, vodou chlazený vidlicový dvanáctiválec, 860 k
- 1940: Hispano-Suiza 12Y-51, dvanáctiválcový řadový motor s turbodmychadlem Szydlowski-Planiol, 1100 k při 2750 ot/min
- 1940: Hispano-Suiza 12Y-89ter, dvanáctiválcový řadový motor, 1280 k
- 1945: Hispano-Suiza 12Z-17, dvanáctiválcový řadový motor, 1300 k při 2650 ot/min, 1500 k při 2700 ot/min ve výšce 6400 m

V letech 1946 až 1955 firma vyráběla pohonné jednotky v licenci Rolls-Royce
Motor Hispano-Suiza 12Y se stal jedním z nejdůležitějších motorů pro francouzská stíhací letadla v období 1932–1941 poháněl letadla Morane-Saulnier MS.406 a Dewoitine D.520. HS 12Y byl široce používán a licenčně vyráběn i v jiných zemích (např. v Československu Avia B-534) a Švýcarsku.
V Sovětském svazu konstrukční kancelář Vladimira Klimova dalším vývojem z licenčního motoru Klimov M-100 odvodila pozdější Klimov M-105, který se stal standardním motorem sovětských letadel druhé světové války, jako byly např. LaGG-3, Petljakov Pe-2, Jakovlev Jak-1, Jak-3, Jak-7 nebo Jak-9).

## Zbraně
V továrně ve francouzském Colombes byly vyráběny ve velkých počtech kanóny:
- Hispano-Suiza HS.9
- Hispano-Suiza HS.404